# Zhang Qiang (Badminton)
Zhang Qiang (chinesisch 张强, * um 1963) ist ein ehemaliger chinesischer Badmintonspieler. 

## Karriere
Durch den Sieg im Thomas Cup 1986 wurde Zhang Qiang mit dem chinesischen Team Mannschaftsweltmeister. In der Saison 1988/1989 gewann  er die Internationalen Meisterschaften von Belgien im Herrendoppel mit Zhou Jincan. Beim World Badminton Grand Prix 1987 wurden beide Zweite. 1983 hatte er bereits zwei Titel bei den Polish Open gewonnen.

## Sportliche Erfolge
| Saison    | Veranstaltung              | Disziplin    | Platz | Name                      |
| --------- | -------------------------- | ------------ | ----- | ------------------------- |
| 1983      | Polish Open                | Mixed        | 1     | Zhang Qiang / Shi Wen     |
| 1983      | Polish Open                | Herreneinzel | 1     | Zhang Qiang               |
| 1986      | Thomas Cup                 | Team         | 1     | China                     |
| 1987      | World Badminton Grand Prix | Herrendoppel | 2     | Zhang Qiang / Zhou Jincan |
| 1988/1989 | Belgian International      | Herrendoppel | 1     | Zhang Qiang / Zhou Jincan |